# Gerhard Assmann
Gerhard Assmann (* 21. Mai 1915 in Königsberg; † 13. Oktober 1976 in München) war ein deutscher Konditor und Gewerkschaftsfunktionär sowie Mitglied des Bayerischen Senats.
Gerhard Assmann besuchte die Oberrealschule, absolvierte eine Lehre zum Bäcker und Konditoren und schloss anschließend im väterlichen Betrieb seine kaufmännische Berufsausbildung ab. Nach Arbeits- und Wehrdienst stieg er in den Verwaltungsdienst ein und legte die Prüfung für den gehobenen Dienst ab. Per Sondergenehmigung heiratete er seine Frau Gretl. Im Zweiten Weltkrieg diente er zuerst in Holland und ab 1943 hinter der Ostfront als Zahlmeister in der Wehrmachtslogistik. Sein Bruder Ernst fiel im selben Jahr, seine Mutter starb kurz darauf. Im September 1944 wechselte Gerhard Assmann als Truppenoffizier in den aktiven Kriegsdienst. 
Sein Zahlmeistertagebuch von 1943 (Versetzung an die Ostfront) bis zur Meldung in den aktiven Kriegsdienst 1944 ist erhalten und im Familienbesitz. In diesem beschreibt er manchmal differenziert, doch oft linientreu die Geschehnisse hinter der direkten Front. Ab seinem aktiven Kriegsdienst schrieb seine (erste) Frau Gretl das Tagebuch weiter, ohne jedoch zu wissen, ob Gerhard Assmann noch am Leben war. Ihre Briefe blieben unbeantwortet. Sie trafen sich erst nach dem Krieg wieder.
Nach Beförderung im Felde zum Oberleutnant und später Hauptmann wurde Gerhard Assmann verwundet (Armdurchschuss) und floh mit einigen Kameraden vom Lazarett in Thüringen nach Westen, um in britische Gefangenschaft zu geraten anstatt in russische. Nach seiner Entlassung verdiente er in Fleckeby an der Schlei sein Geld zunächst als Holzfäller, Hilfsarbeiter und Angestellter in einer Maschinenfabrik. Seine Ehe wurde kurz nach dem Krieg geschieden. Seine zweite Frau lernte er in der Verwaltung von Fleckeby kennen.
1950 wurde er hauptamtlicher Sekretär beim DGB im Landesbezirk Bayern, 1957 Landesangestelltensekretär sowie Mitglied des Bundesangestelltenausschusses und deren Vorsitzender. 1960 wurde er in den Verwaltungsrat der Bundesanstalt für Arbeitsvermittlung und Arbeitslosenversicherung gewählt. Er gehörte außerdem dem Verwaltungsausschuss beim Landesarbeitsamt Südbayern und den Vorständen der Bundesanstalt für Arbeit sowie des Rationalisierungskuratoriums in der Landesgruppe Bayern an. Von 1974 bis 1976 war er Präsident des Landesarbeitsamts Nordbayern. Zudem saß er vom 1. Januar 1966 bis zum 31. Dezember 1971 im Bayerischen Senat.
Gerhard Assmann wurde am 13. Oktober 1976 in München bei einem Unfall zusammen mit seinem Fahrer tödlich verletzt. Seine zweite Frau Elke überlebte ihre lebensgefährlichen Verletzungen.